# N815 (België)
De N815 is een gewestweg in de Belgische provincie Luxemburg. De route verbindt Gouvy (N827) met Deiffelt (N63). De route heeft een lengte van ongeveer 4 kilometer en bestaat geheel uit twee rijstroken voor beide rijrichtingen samen.

## Plaatsen langs de N815
- Gouvy
- Ourthe
- Deiffelt